# Sphodromantis viridis
Sphodromantis viridis é uma espécie de louva-a-deus da família dos Mantidae, nativa de África. Pode ser encontrada, como espécie introduzida, em certos países europeus como Portugal , Espanha e Chipre .